# Asszonyok Aranykönyve

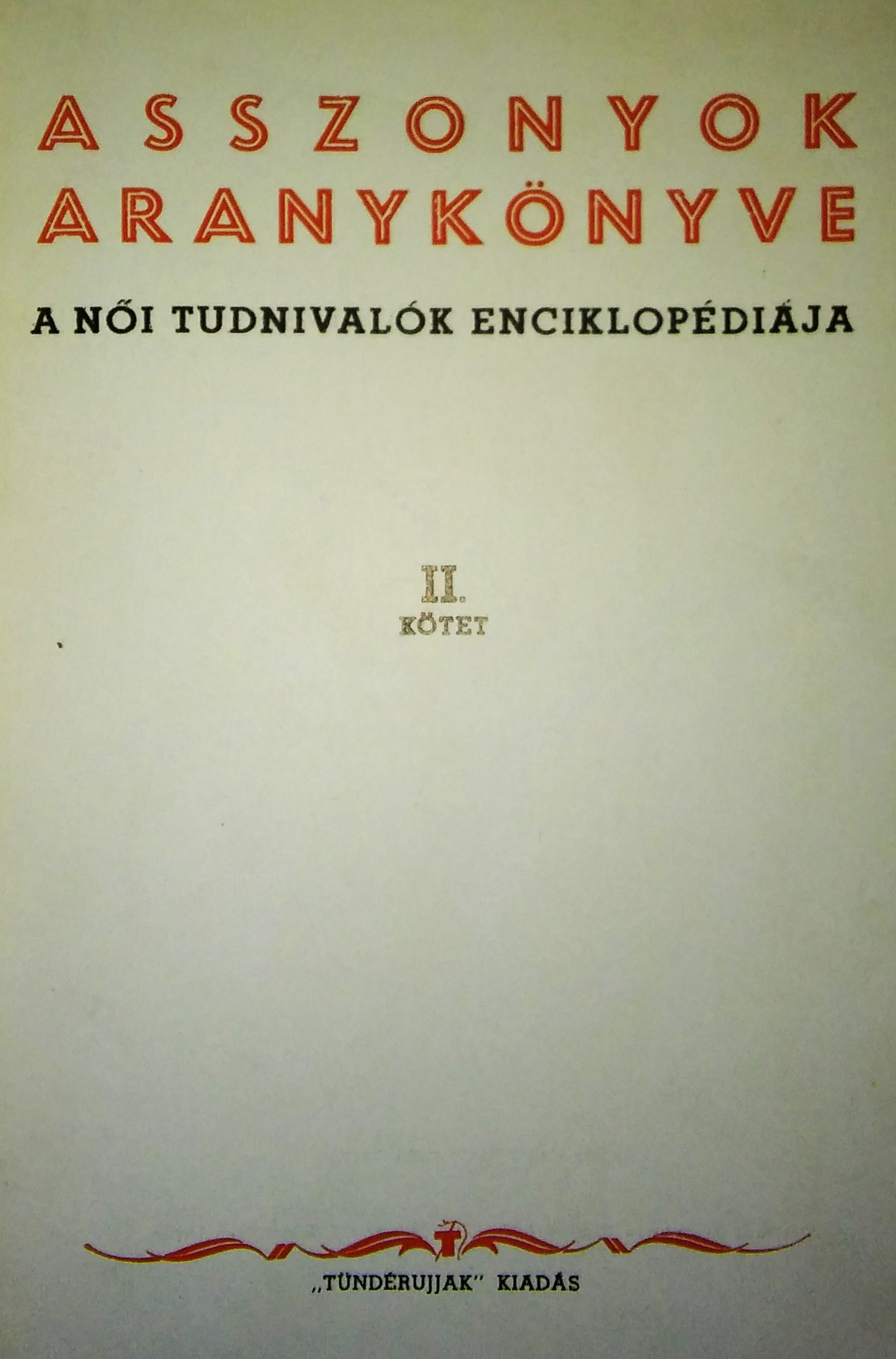
Címlap

Az Asszonyok Aranykönyve, alcímén A női tudnivalók enciklopédiája egy Horthy-korszakbeli kétkötetes magyar háztartási enciklopédia.

## Jellemzői
A szerkesztő nevének és a kiadás pontos dátumának feltüntetése nélkül a Tündérujjak Lapkiadó Kft. gondozásában Budapesten 1944-ben jelent meg, összességében közel 800 oldalas nagyalakú enciklopédia a női élet körébe tartozó – elsősorban háztartási – ismereteket mutatta be népszerű, olvasmányos módon. Ezt segítendő, nagy mennyiségű fekete-fehér és színes táblázat, szövegkép, fénykép, és egész oldalas ábra illusztrálta a művet, amely gerincdíszes borítóban, aranyozott felirattal látott napvilágot. 
A kötetek 1945-ben Müller Károly kiadásában ismét megjelentek, újabb vagy fakszimile kiadással nem rendelkeznek, és elektronikus úton sem érhetőek el.

## Munkatársak
A kötetek összeállításában összesen 15 személy vett részt:
- Z. Tábori Piroska
- Selva Raja Yesudián
- Kaesz Gyula
- Farkas Imre
- Arányi Mária
- Gróf Bethlen Margit
- Farnadi Ilonka
- Izsáky Margit
- Palotay Gertrúd
- Dr. F. Romert Ella
- Dr. Fekete Pál
- Pongrác Ádám
- Tápay-Szabó Gabriella
- Pálinkás Magda
- Lengyel Kálmán

## Tartalom
A kötet enciklopédiaszerűen, nagyobb tárgycsoportokba osztva dolgozta fel a háztartások működése szempontjából fontosnak ítélt korabeli ismereteket. E témakörök a következők voltak:
| I. kötet: - Igaz történet egy nőről (Arányi Mária) - A nő és az orvos (Dr. Fekete Pál) - Lelki tréning (Izsáky Margit) - Nelli néni kozmetikai levelei (Pongrác Ádám) - Az Éva-probléma Madách Ember tragédiájában (Tápay-Szabó Gabriella) - A Jóga (Selva Raja Yesudián) - Anya és az irodalom (Gróf Bethlen Margit) - Női divat (Farnadi Ilonka) - Ruhadíszek - Kesztyűkészítés - Fehérnemű - Ágynemű - A dolgozó nő, mint anya és háziasszony - A háziasszony kereseti lehetőségei (Z. Tábori Piroska) - Férfi szemmel (Változatok egy "Örök" témáról) (Farkas Imre) - A háztartás - A főzés tudománya (Pálinkás Magda) - Az orvos és a gyermek (Dr. Fekete Pál) - A gyermeknevelés (Dr. F. Robert Ella) | II. kötet: - A lakáskultúra alakulása (Kaesz Gyula) - Az új lakás (Lengyel Kálmán) - Virág a lakásban - Ablakok és erkélyek virágdísze - Mellékhelyiségek - Kert és virágai - Veteményeskert - Gyümölcsöskert - Baromfiudvar - Takarítás - A kézimunka - Magyar kézimunkák (Palotay Gertrud) - A magyar hímzések felhasználása - Az új magyar díszítőstílus |

## Képtár
- Fejezetnyitó fénykép (Az otthon)
- Élelmiszerek összetétele és kalóriatartalma
- Az emberi csontváz
- Zárt veranda berendezése
- Javaslat egy nagyobb család háztartási munkarendjére